# Síugrás a 2017. évi téli európai ifjúsági olimpiai fesztiválon
A 2017. évi téli európai ifjúsági olimpiai fesztivál síugrás versenyszámait Törökországban, Erzurumban, a Kiremitlik Magasugró Sáncon rendezték február 14. és 17-e között.

## Összesített éremtáblázat
| A 2017. évi téli európai ifjúsági olimpiai fesztivál összesített éremtáblázata síugrásban | A 2017. évi téli európai ifjúsági olimpiai fesztivál összesített éremtáblázata síugrásban | A 2017. évi téli európai ifjúsági olimpiai fesztivál összesített éremtáblázata síugrásban | A 2017. évi téli európai ifjúsági olimpiai fesztivál összesített éremtáblázata síugrásban | A 2017. évi téli európai ifjúsági olimpiai fesztivál összesített éremtáblázata síugrásban | Olimpia  |
| ----------------------------------------------------------------------------------------- | ----------------------------------------------------------------------------------------- | ----------------------------------------------------------------------------------------- | ----------------------------------------------------------------------------------------- | ----------------------------------------------------------------------------------------- | -------- |
|                                                                                           | Ország                                                                                    | Arany                                                                                     | Ezüst                                                                                     | Bronz                                                                                     | Összesen |
| 1.                                                                                        | Szlovénia                                                                                 | 3                                                                                         | 1                                                                                         | 1                                                                                         | 5        |
| 2.                                                                                        | Franciaország                                                                             | 1                                                                                         | 3                                                                                         | 1                                                                                         | 5        |
| 3.                                                                                        | Oroszország                                                                               | 0                                                                                         | 0                                                                                         | 2                                                                                         | 2        |
|                                                                                           |                                                                                           |                                                                                           |                                                                                           |                                                                                           |          |
| Összesen                                                                                  | Összesen                                                                                  | 4                                                                                         | 4                                                                                         | 4                                                                                         | 12       |

## Eredmények

### Férfi
| A 2017. évi téli európai ifjúsági olimpiai fesztivál érmesei férfi síugrásban |                                                                    |       |                                                                                      |       |                                                                                     |       |
| Versenyszám                                                                   | Arany                                                              | Arany | Ezüst                                                                                | Ezüst | Bronz                                                                               | Bronz |
| Egyéni                                                                        | Szlovénia Timi Zajc                                                | 261,3 | Franciaország Jonathan Learoyd                                                       | 246,4 | Franciaország Mathis Contamine                                                      | 240,7 |
| Csapat                                                                        | Szlovénia · Lovro Vodusek · Bernard Dobre · Tomi Jovan · Timi Zajc | 936,2 | Franciaország · Mathis Contamine · Romane Dieu · Alessandro Batby · Jonathan Learoyd | 891,6 | Oroszország · Aleksandr Loginov · Artem Yudin · Ilya Baskakov · Aleksandr Marchukov | 791,0 |

### Női
| A 2017. évi téli európai ifjúsági olimpiai fesztivál érmesei női síugrásban |                           |       |                        |       |                       |       |
| Versenyszám                                                                 | Arany                     | Arany | Ezüst                  | Ezüst | Bronz                 | Bronz |
| Egyéni                                                                      | Franciaország Romane Dieu | 223,7 | Szlovénia Nika Križnar | 211,8 | Szlovénia Katra Komar | 204,1 |

### Vegyes
| A 2017. évi téli európai ifjúsági olimpiai fesztivál vegyes csapatverseny érmesei síugrásban |                                                                 |       |                                                                                     |       |                                                                                              |       |
| Versenyszám                                                                                  | Arany                                                           | Arany | Ezüst                                                                               | Ezüst | Bronz                                                                                        | Bronz |
| Vegyes csapatverseny                                                                         | Szlovénia · Nika Križnar · Tomi Jovan · Katra Komar · Timi Zajc | 836,6 | Franciaország · Marine Bressand · Mathis Contamine · Romane Dieu · Jonathan Learoyd | 713,2 | Oroszország · Lidiia Iakovleva · Ilya Baskakov · Aleksandra Barantceva · Aleksandr Marchukov | 653,9 |